# Loi de 1533 sur la Bougrerie
 (juin 2022).
Si vous disposez d'ouvrages ou d'articles de référence ou si vous connaissez des sites web de qualité traitant du thème abordé ici, merci de compléter l'article en donnant les références utiles à sa vérifiabilité et en les liant à la section « Notes et références ».

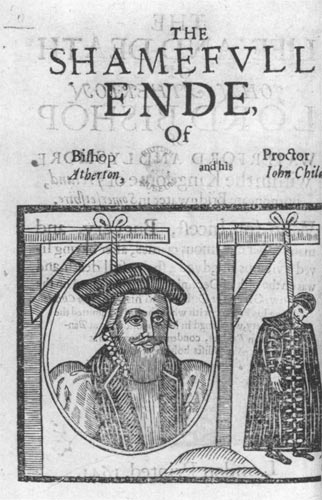
John Atherton, convaincu de sodomie en 1641, pendu avec son amant John Childe.

La loi de 1533 sur la Bougrerie (en anglais : Buggery Act 1533, officiellement An Acte for the punishment of the vice of Buggerie, 25 Hen. 8. c. 6) est une loi anglaise réprimant la sodomie adoptée en 1533, sous le règne d'Henry VIII. Il s'agit de la première législation civile applicable contre des homosexuels dans le pays, la sodomie ayant toutefois déjà été condamnée par des cours ecclésiastiques. 
La loi de 1533 définit la sodomie comme un acte sexuel artificiel contraire à la volonté de Dieu et de l'homme. Elle a, par la suite, été précisée par la jurisprudence des tribunaux pour ne plus inclure que la sexualité anale et bestiale. Cette loi est restée en vigueur jusqu'à son remplacement par le Offences against the Person Act 1828 : acte puni de mort, les dernières peines capitales furent prononcées en 1835.
La loi est adoptée dans le contexte de la séparation de l'Église anglaise d'avec Rome et de la dissolution des monastères, alors que plusieurs ecclésiastiques romains ont été accusés d'abus sexuels, souvent au titre d'une propagande anticatholique. 

## Quelques cas
Les archives judiciaires du Royaume-Uni répertorient 77 cas d'exécutions pour crime de sodomie depuis 1609, dont :
- Richard Cornish, capitaine de navire, citoyen de la colonie de Virginie, pendu en 1625.
- Mervyn Tuchet, 2e comte de Castlehaven (1593-1631), seul membre du Parlement anglais exécuté pour crime de sodomie.
- John Atherton et John Childe, en 1640.
- Thomas Granger, âgé de moins de 17 ans, citoyen de la colonie de Plymouth, pendu en 1641.
- James Pratt et John Smith, les deux derniers pendus pour crimes de sodomie, à la prison de Newgate le 27 novembre 1835, provoquant un scandale dans la presse britannique.